# 北海道深川東高等学校
北海道深川東高等学校（ほっかいどうふかがわひがしこうとうがっこう、Hokkaido Fukagawa Higashi High School）は、北海道深川市にある公立（道立）の高等学校である。

## 沿革
- 1929年 - 深川町立深川高等女学校として開校
- 1931年 - 北海道庁立深川高等女学校と改称
- 1948年 - 北海道立深川女子高等学校と改称
- 1950年 - 北海道立深川高等学校と併合、北海道深川高等学校東校舎と改称
- 1953年 - 北海道深川高等学校が分割、北海道深川東高等学校と改称
- 1980年 - 北海道深川東商業高等学校と改称
- 2005年 - 北海道深川農業高等学校と統合、北海道深川東高等学校となる

### 北海道深川農業高等学校
- 1946年 - 一已村立北空知農業専修学校として開校
- 1948年 - 北海道立一已農業高等学校と改称
- 1963年 - 一已村、納内村、音江村、深川町の合併に伴い北海道深川農業高等学校と改称
- 2005年 - 新入学生の募集停止、北海道深川東商業高等学校との統合により設立された北海道深川東高等学校の生産科学科に移行
- 2007年 - 閉校
  - 旧所在地:北海道深川市一已町字一已633-1
北緯43度44分26.5秒 東経142度2分38.7秒 / 北緯43.740694度 東経142.044083度

## 教育目標
1. 広い視野の人間を養う
2. 創造力と実行力のある人間を養う
3. 勤労愛好の精神を培う
4. 心身の健全な人間を養う

## クラブ活動
野球部が近隣の実力校と並ぶ成績を残している。陸上部は男子砲丸投げで美ら島沖縄総体2010全国大会に出場した。放送局は2009年NHK高校放送コンテストでテレビドキュメント優勝。

## 出身者
- 五十嵐冬樹 - 騎手（中途退学）
- dj honda